# 普賢寺 (光市)
普賢寺（ふげんじ）は、山口県光市室積8-6-1にある臨済宗建仁寺派の寺院。
普賢寺に安置してある普賢菩薩は延命の仏，海の守護仏として信仰を集めている。
仁王門、玉垣、十六羅漢像、転法輪、子安観世音菩薩、雪舟庭がある。宝物も所蔵。

## 普賢まつり
毎年5月14日から15日の二日間には普賢まつりが開催される。海難守護の寺で有名な普賢寺にて、性空上人の命日にちなみ江戸中期より盛んになった。

## 交通
JR山陽本線 光駅より防長バス「室積公園口」バス停下車 徒歩3分